# Кірсановка (Сєверний район)
Кірса́новка (рос. Кирсановка) — присілок у складі Сєверного району Оренбурзької області, Росія.

## Населення
Населення — 10 осіб (2010; 24 у 2002).
Національний склад (станом на 2002 рік):
- мордва — 50 %